# Staufberg
Der Staufberg ist ein markanter Hügel auf dem Gebiet der Gemeinde Staufen im Schweizer Kanton Aargau. Sein Gipfel liegt auf 516,7 m ü. M. Zuoberst befindet sich eine Gebäudegruppe, bestehend aus der reformierten Staufbergkirche, mehreren kirchlichen Nebengebäuden und dem Friedhof.

## Geographie

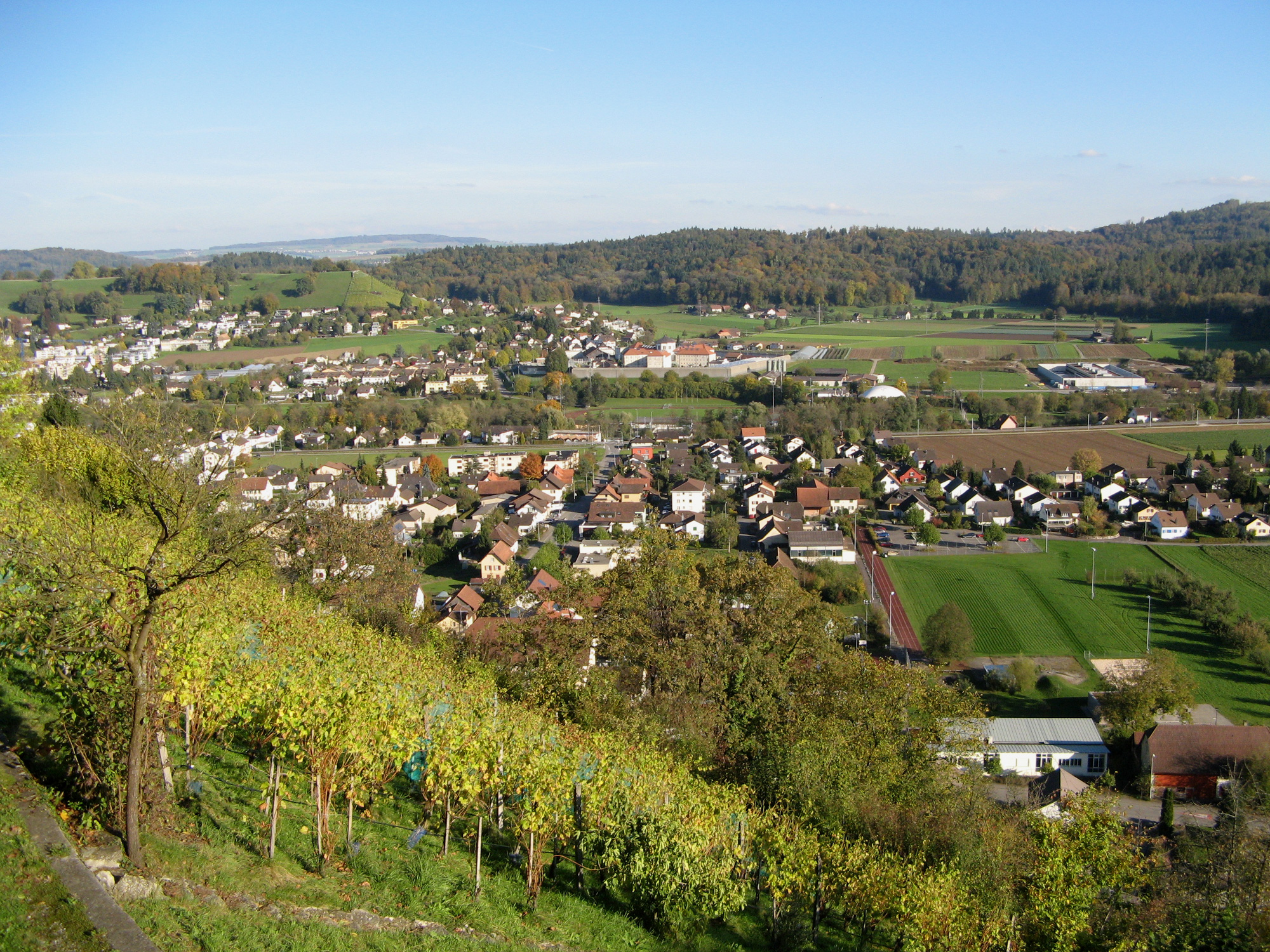
Reben am Staufberg

Der Staufberg ist ein annähernd ellipsenförmiger Hügel von 550 Metern Länge und 450 Metern Breite. Sein auf 516,7 m ü. M. liegender Gipfel ist abgeflacht und Teil eines rund 180 × 50 Meter grossen Plateaus. Trotz seiner relativ geringen Höhe ist der Staufberg eine markante Erhebung, da er fast 100 Meter über der umliegenden, durchschnittlich 420 m ü. M. hoch gelegenen Ebene des unteren Seetals emporragt. Die Bebauung von Staufen umschliesst den Hügel im Norden, Osten und Süden, während im Westen freies Feld liegt. Nur auf der Südseite sind einige Häuser an den Hang gebaut. Die Hänge im Osten, Norden und Westen sind mit Mischwald bedeckt, der Südhang weist vereinzelte Bäume, Wiesen und einen Rebberg auf.
Geologisch gesehen ist der Staufberg – ähnlich wie der zwei Kilometer östlich gelegene Lenzburger Schlossberg – ein Erosionsrest. In mehreren Eiszeiten (mit Ausnahme der letzten Würm-Eiszeit) formten die wachsenden und wieder schrumpfenden Gletscher eine Schotterebene. Dabei verkleinerten sie auch die zuvor bestehende Sandsteintafel und liessen nur vereinzelte Reste zurück. Durch das Eindringen von kalk- und kieselhaltigem Wasser wandelte sich der Sandstein zu Molasse.

## Weinbau
Am Südhang des Staufbergs wird Weinbau betrieben. 1688 erteilte die Stadt Bern Landvogt Christoph Steiger erstmals eine entsprechende Genehmigung. Der hier gewonnene Wein hob sich qualitativ von den Weinen der Umgebung ab. Um 1900 setzten Mehltau und Reblaus den Reben stark zu. Deren Rodung im Jahr 1911 hatte aber vor allem wirtschaftliche Gründe: Die Konfitürenfabrik Hero in Lenzburg zahlte für Johannisbeeren und Quitten wesentlich mehr, als der Weinbau an Erlös einbrachte. Erst 1990 wurden wieder Reben angepflanzt. Die Rebfläche auf einer Höhenlage zwischen 450 und 490 m ü. M. ist heute 23,47 Aren gross. Angebaut werden die roten Rebsorten Regent, Léon Millot und Maréchal Foch sowie die weissen Rebsorten Seyval Blanc und Bianca. Der Südhang ist ein Naturschutzgebiet von kantonaler Bedeutung, weshalb die Bewirtschaftung nach biologischen Kriterien erfolgt.

## Veranstaltungen
Die frühneuzeitlich geprägte Architektur des Staufberger Kirchenbezirks bildet einen idealen Rahmen für kulturelle Veranstaltungen mit historischem Bezug. So wurde beispielsweise 2009 ein Freilichttheater aufgeführt; das Stück handelte vom Einbrecher und Dieb Bernhard Matter, dessen Hinrichtung die letzte im Kanton Aargau war. 2013 wurde das Freilichttheater VATTO der Zeitenwanderer aufgeführt. Nach historischen Ereignissen um das Jahr 400 n. Chr. erzählt es die Lebensgeschichte von Vatto, einem von den Römern ausgebildeten helvetischen Feldherrn, der die Vision hat, eine erste Kirche auf dem Staufberg zu bauen.
Seit 1988 wird alljährlich der Staufberglauf durchgeführt. Bei dieser Laufsportveranstaltung wird der Staufberg auf einer zwei Kilometer langen Strecke umrundet, die je nach Kategorie mehrmals bewältigt werden muss.
Ein altes Brauchtum ist das Silvesterfeuer. Die Jugendlichen, welche die letzte Klasse der Volksschule besuchen, errichten in der letzten Woche des Jahres auf dem Staufberg ein hohes Holzgerüst. Am Morgen des 31. Dezembers sammeln die Schulkinder im Dorf die dürren Weihnachtsbäume, Reiswellen und Strohballen ein. Das Material wird den Hügel hinaufgeschafft und auf dem Gerüst aufgeschichtet. Um Mitternacht wird mit den Glockenschlägen der Staufbergkirche das Silvesterfeuer vor vielen Schaulustigen entzündet.